# Jean-Yves Thériault
Jean-Yves Thériault (Blacky) es un músico canadiense conocido por su desempeño como bajista para la banda canadiense de thrash metal. Fue cofundador de la banda y apareció en los seis primeros álbumes - War & Pain, Rrröööaaarrr, Killing Technology, Dimension Hatross, Nothingface, y " Angel rat. Partió del grupo en 1991 por razones personales, y pasó a co-fundar The Holy Body Tattoo desde 1992 hasta 1999. Ha compuesto, producido y dirigido las puntuaciones de "White Riot", "L'Orage", "Poetry & Apocalypse", y "Our Brief Eternity". 
Thériault hizo una aparición en el escáner cerebral, una tapa de Voivod más tardar el Martyr álbumLa alimentación de los abscesos y la interpretó en vivo en el concierto de lanzamiento en el Medley de Montreal en 2006. Thériault coprodujo el Negativa homónimo EP de tres canciones con Pierre Rémillard en Wild Studio en San Zenón, Quebec.
Thériault está tocando vivir con Voivod y trabajando en un nuevo disco (2010). alineación de la banda en marcha se compone de Denis "Snake" Bélanger, Michel "Away" Langevin, Jean-Yves "Blacky" Thériault, y Dan "Chewy" Mongrain en la guitarra. Voivod realizó su primer concierto desde la muerte de Piggy en la feria Heavy MTL en Montreal, Canadá el 22 de junio de 2008 y ese mismo año en el Monsters of Rock Festival en Calgary, Canadá el 26 de julio de 2008. Voivod teloneó a Judas Priest en el Bell Centre, Montreal, Canadá el 12 de agosto de 2008. Voivod a cabo un conjunto completo de dominación Thrash en Kawasaki, Japón, 20 hasta 21 de septiembre de 2008, junto con las bandas de Testament y Forbidden. Thériault emitió un comunicado el 26 de agosto de 2008 en relación con su participación con la banda.
Thériault sigue creando música electroacústica. Su colaboración "hiato", creada con el artista australiano Matt Warren, fue presentado en conjunto con el trabajo fotográfico de artistas Lena Stuart y Rees Sally en el Festival de Richmond, Virginia, InLight el 5 de septiembre de 2008.

## Equipo

### Bajo
- Liberatore de 1989, 5 cuerdas EADGB, DBL J-EMG:: diseño de auto-encargo
- Liberatore de 1987, 4 cuerdas, DBL P-EMG:: diseño de auto-encargo
- Liberatore de 1986, cuatro cadenas de trémolo Kahler, DBL P-Dimarzio:: diseño de auto-encargo
- Fender Precision Bass de 1972, 4 cuerdas originales (no mod)

### Amplificadores
1986-1988
- 2 Marshall JCM 800 Cabeza con FX mod por Rick Onslow
- 2 EV armarios personalizados 4x15in altavoz

1989-1991
- 1 Marshall Serie 9000 PreAmp
- Corona MicroTech 1200 Jefe
- 2 EV armarios personalizados 4x15in altavoz

2008 al presente
- 2 Marshall Serie 9000 PreAmp
- 1 Acoustic 270 Cabeza
- 1 Pearce Head B2P
- 2 Ampeg cabinas SVT-810E

### Efectos / Pedales
- Yamaha SPX-90 II
- Ibanez DM-1000 Digital Delay

## Discografía
Con Voivod
- War & Pain 1984 (Metal Blade Records)
- Rrröööaaarrr 1986 (Noise Records)
- Killing Technology 1987 (Noise Records)
- Dimension Hatröss 1988 (Noise Records)
- Nothingface 1989 (Mechanic / MCA Records)
- Angel Rat 1991 (Mechanic / MCA Records)
- Target Earth 2013 (Century Media Records)

Jean-Yves Thériault albums
- Poetry and Apocalypse 1994 (xVoto Recording)
- Our Brief Eternity 1997 (xVoto Recording)

Collaboration albums:
- Spybey:Theriault 1997 (Ichor Recordings)

Coeur Atomique:
- Landscape of Emergency I 2017 (Coeur Atomique)

Online Free Release:
- Castle Bravo 2015 (Coeur Atomique)
- The Waste 2015 (Coeur Atomique)

### Colaboración
- Spybey:Theriault 1997 (Ichor Recordings)